# Voetbalelftal van de Panamakanaalzone (mannen)
Het voetbalelftal van de Panamakanaalzone was een team dat de Panamakanaalzone vertegenwoordigde toen het gebied een protectoraat van de Verenigde Staten was (1903-1979).
In die periode speelde het voetbalelftal van de Panamakanaalzone twee vriendschappelijke wedstrijden tegen Panama:
- 3 november 1937: 3-3
- 5 november 1943: 1-3

Europa:  Bohemen en Moravië ·  Duitse Democratische Republiek ·  GOS ·  Verenigd Koninkrijk ·  Joegoslavië* ·  Servië en Montenegro* ·  Saarland ·  Sovjet-Unie ·  Tsjecho-Slowakije
Azië:  Nederlands-Indië ·  Zuid-Jemen ·  Zuid-Vietnam
Noord-Amerika:  Nederlandse Antillen · Panamakanaalzone
* Het voetbalelftal van de Federale Republiek Joegoslavië staat beschreven bij Servië en Montenegro.